# Ulfborg Herred

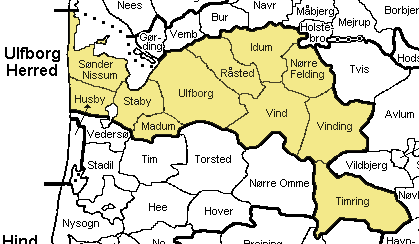
Ulfborg Herred

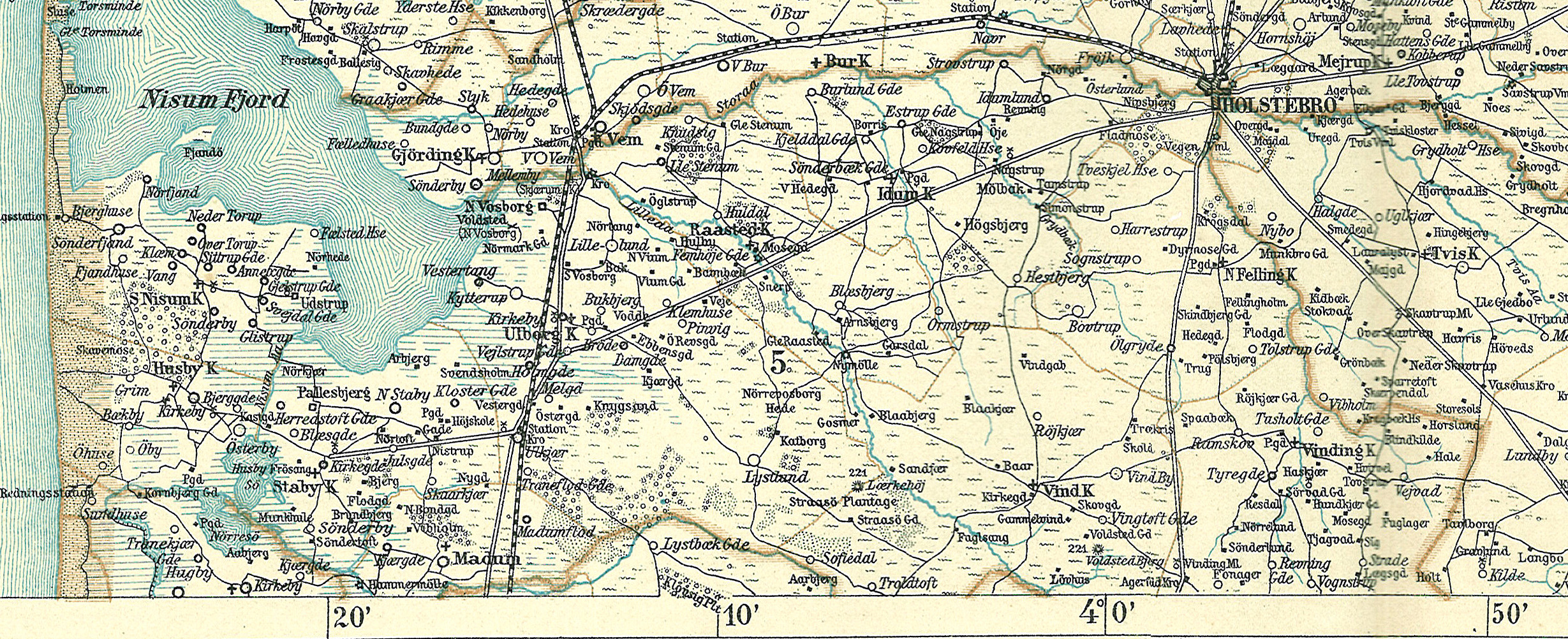
Ulfborg Herred rond 1900.

Ulfborg Herred was een herred in het voormalige Ringkøbing Amt in Denemarken. Ulfborg wordt vermeld in Kong Valdemars Jordebog als Vlburghæreth. In 1970 ging het gebied over naar de nieuwe provincie Ringkøbing.
De herred was verdeeld in 11 parochies.
- Husby
- Idom
- Madum
- Nørre Felding
- Råsted
- Staby
- Sønder Nissum
- Timrimg
- Ulfborg
- Vind
- Vinding